# Bạch tuộc đốm xanh
Bạch tuộc đốm xanh, tạo thành chi Hapalochlaena, gồm bốn loài bạch tuộc rất độc được tìm thấy ở các bể thủy triều và rạn san hô thuộc Thái Bình Dương và Ấn Độ Dương, từ lãnh hải Nhật Bản tới Australia. Chúng có thể được nhận biết nhờ vào lớp da màu vàng và những đốm màu xanh biển đặc trưng, thứ có khả năng thay đổi màu sắc đột ngột khi bị đe dọa. Chúng ăn những động vật nhỏ như cua, cua ẩn sĩ, tôm, và các loài giáp xác khác.
Chúng được công nhận là một trong những sinh vật biển độc nhất trên thế giới. Dù có kích cỡ nhỏ từ 12 đến 20 cm (4,7 đến 7,9 in) và có bản tính khá ngoan ngoãn, nhưng chúng là loài nguy hiểm đối với con người nếu bị khiêu khích và chạm vào bởi vì nọc độc của chúng có chứa chất độc thần kinh tetrodotoxin cực mạnh.

## Phân loại
Chi bạch tuộc này được mô tả bởi nhà động vật học người Anh Guy Coburn Robson vào năm 1929. Có 4 loài được xác nhận thuộc chi Hapalochlaena, và có 6 loài có khả năng vẫn đang được nghiên cứu:
- Hapalochlaena fasciata: Bạch tuộc viền xanh
- Hapalochlaena lunulata: Bạch tuộc đốm xanh lớn
- Hapalochlaena maculosa: Bạch tuộc đốm xanh phía nam
- Hapalochlaena nierstraszi được mô tả năm 1938 từ một mẫu vật duy nhất từ Vịnh Bengal, với mẫu vật thứ hai được bắt và mô tả năm 2013.[5]

## Hành vi
Các loài bạch tuộc đốm xanh dành phần lớn thời gian trốn trong cách kẽ hở trên đá trong khi trưng ra những hoa văn ngụy trang đầy hiệu quả bằng những tế bào sắc tố da của chúng. Giống như tất cả các loài bạch tuộc, bạch tuộc đốm xanh có thể thay đổi hình dạng một cách dễ dàng, điều này giúp chúng ép mình vào trong các kẽ hở nhỏ hơn chúng rất nhiều. Điều này, cùng với việc xếp chồng các hòn đá ngoài cửa hang, giúp bảo vệ con bạch tuộc khỏi những kẻ săn mồi.

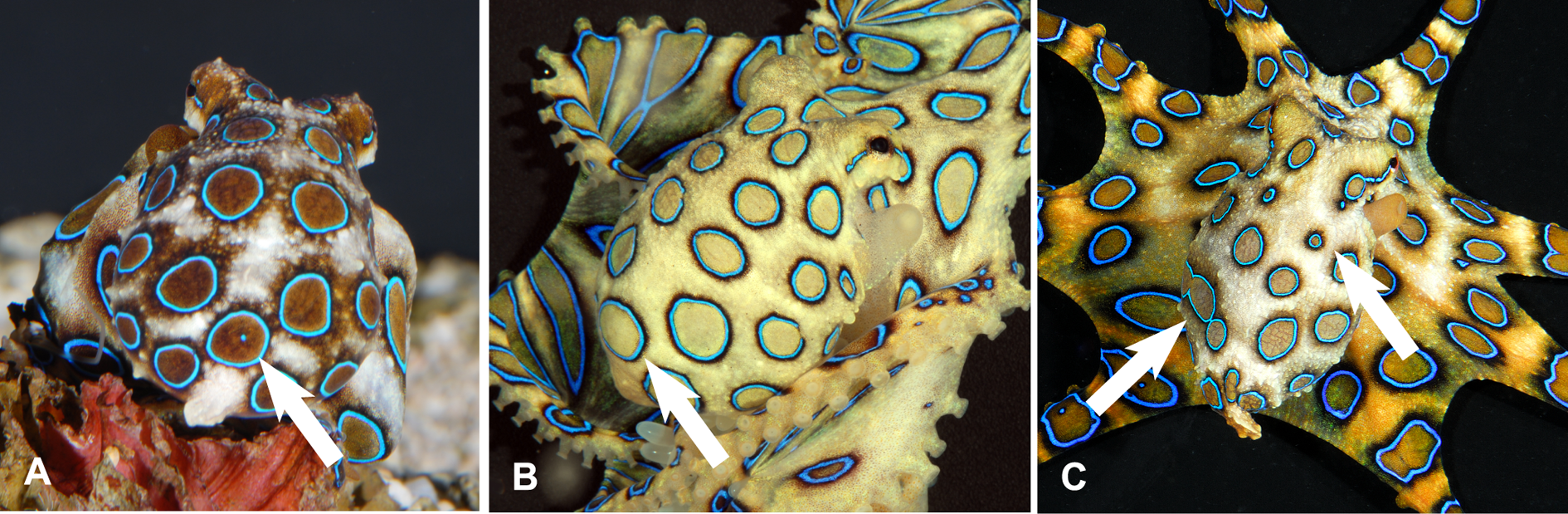
Các kiểu hoa văn đốm đa dạng trên thân của Hapalochlaena lunulata

Nếu như chúng bị kích động, chúng sẽ nhanh chóng thay đổi màu sắc, trở thành màu vàng tươi với mỗi cái trong khoảng 50-60 đốm lóe sáng màu xanh biển óng ánh rực rỡ trong vòng một phần ba giây như là một sự trình diễn cảnh báo ra tín hiệu xua đuổi bằng màu sắc. Đối với loài bạch tuộc đốm xanh lớn (Hapalochlaena lunulata), các đốm chứa các tế bào phản xạ ánh sáng đa lớp gọi là iridophore. Những tế bào này được sắp xếp để phản xạ lại ánh sáng xanh biển-xanh lá trong một tầm nhìn rộng. Bên dưới và xung quanh mỗi đốm có những tế bào sắc tố màu tối, thứ có thể được mở rộng trong vòng một giây để làm nổi bật sự tương phản của các đốm. Không có tế bào sắc tố nào ở bên trên đốm, đó là một điều bất thường đối với các loài động vật thân mềm, vì chúng thường sử dụng tế bào sắc tố để che đi hoặc biến đổi sự lấp lánh nhiều màu về mặt quang phổ. Việc nháy thật nhanh các đốm xanh được gây ra bởi việc sử dụng các cơ được điều khiển bởi hệ thần kinh. Trong các tình huống thông thường, mỗi đốm được giấu đi bởi việc co các cơ bên trên iridophore. Khi các cơ này giãn ra và những cơ bên ngoài đốm co lại, việc lấp lánh nhiều màu được phơi bày ra và do đó hiển thị màu xanh biển.
Tương tự như các loài bạch tuộc khác, bạch tuộc đốm xanh bơi bằng cách phun nước ra từ một cái ống dưới dạng đẩy đi do phản lực.

## Sinh sản
Nghi thức giao phối cho bạch tuộc đốm xanh bắt đầu khi một con đực đến gần một con cái và bắt đầu vuốt ve nó bằng cánh tay biến đổi của nó, haocotylus. Một con đực giao phối với một con cái bằng cách nắm lấy nó, đôi khi che khuất hoàn toàn tầm nhìn của con cái, sau đó chuyển các gói tinh trùng bằng cách nhét haocotylus của con đực vào khoang mantle của nó nhiều lần. Giao phối tiếp tục cho đến khi con cái có đủ, và trong ít nhất một loài, con cái phải loại bỏ con đực quá nhiệt tình bằng vũ lực. Con đực sẽ cố gắng giao hợp với các thành viên trong loài của chúng bất kể giới tính hay kích cỡ, nhưng tương tác giữa con đực thường ngắn hơn về thời gian và kết thúc bằng việc bạch tuộc lắp rút haocotylus mà không cần chèn hoặc vật lộn.
Con cái bạch tuộc có đốm màu xanh chỉ đẻ một ly khoảng 50 quả trứng trong suốt cuộc đời của chúng vào cuối mùa thu. Trứng được đặt sau đó được ấp bên dưới cánh tay của con cái trong khoảng sáu tháng và trong quá trình này, nó không ăn. Sau khi trứng nở, con cái chết và con cái mới sẽ trưởng thành và có thể giao phối vào năm sau.

## Độc tính
Bạch tuộc đốm xanh dù có kích cỡ nhỏ nhưng lại chứa đủ độc tố để giết hai mươi sáu người trưởng thành trong vài phút. Vết cắn của chúng nhỏ và thường không gây đau đớn, nhiều nạn nhân không hề nhận ra họ đã bị nhiễm độc cho tới khi họ bắt đầu bị giảm áp hô hấp và bị liệt. Vẫn chưa có chất kháng nọc độc của bạch tuộc đốm xanh.

### Nọc độc

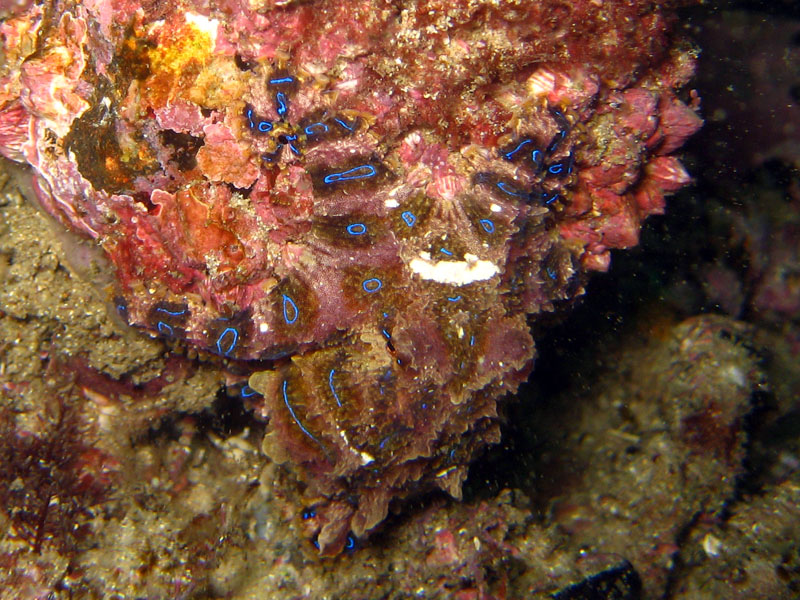
Bạch tuộc đốm xanh tại New South Wales, Australia

Bạch tuộc đốm xanh tiết ra nọc độc chứa tetrodotoxin, histamine, tryptamine, octopamine, taurin, acetylcholine và dopamine. Nọc độc của nó có thể gây buồn nôn, ngừng thở, suy tim, nghiêm trọng hơn là tê liệt toàn thân, mù lòa thậm chí dẫn đến tử vong trong vòng vài phút nếu không được cứu chữa kịp thời. Nguyên nhân tử vong thường là nghẹt thở do tê liệt cơ hoành.
Thành phần chính trong độc tố thần kinh của bạch tuộc đốm xanh là một hợp chất ban đầu được gọi là maculotoxin nhưng sau đó được đồng nhất với tetrodotoxin, một chất độc thần kinh thường được tìm thấy trong cá nóc cũng như một số loài ếch phi tiêu độc khác. Tetrodotoxin độc hơn 1.200 lần so với xyanua. Tetrodotoxin chặn các kênh natri, gây tê liệt vận động, ngừng hô hấp trong vòng vài phút sau khi tiếp xúc. Độc tố tetrodotoxin được sản xuất bởi vi khuẩn trong tuyến nước bọt của con bạch tuộc.
Nạn nhân thường bị nhiễm độc do phơi nhiễm nọc độc của bạch tuộc đốm xanh. Theo bản năng, khi đối mặt với nguy hiểm, loài động vật này sẽ chạy trốn. Tuy nhiên, nếu mối đe dọa vẫn còn hiện hữu, nó sẽ buộc phải tự vệ đồng thời phô ra bên ngoài những chiếc đốm màu xanh của nó. Khi con bạch tuộc bị dồn ép đến đường cùng và rồi ai đó bất cẩn chạm vào nó, anh ta sẽ có nguy cơ bị cắn và bị trúng độc.
Tetrodotoxin có thể được tìm thấy trong hầu hết các cơ quan cùng các tuyến cơ thể của loài bạch tuộc đốm xanh. Ngay cả những khu vực nhạy cảm của cơ thể, loại chất độc này vẫn có mặt mà không gây ra tác động đối với các chức năng bình thường của nó. Có thể là do loài bạch tuộc này có hệ thống tuần hoàn độc nhất. Trên thực tế, bạch tuộc mẹ sẽ tiêm chất độc thần kinh vào đứa con của mình khi còn trong trứng để khiến bào thai tự tạo nọc độc trước khi nở.

### Phản ứng
Tetrodotoxin gây tê liệt toàn thân nghiêm trọng. Nạn nhân ngộ độc tetrodotoxin có thể nhận thức đầy đủ về môi trường xung quanh nhưng không thể di chuyển cơ thể. Do tình trạng tê liệt, họ không có cách nào để báo hiệu cũng như thể hiện tình trạng ngặt nghèo nhằm tìm kiếm sự giúp đỡ. Tương tự như ngộ độc curare hoặc pancuronium bromide, nạn nhân vẫn hoàn toàn tỉnh táo và cảnh giác. Ảnh hưởng của tetrodotoxin chỉ là tạm thời và chất độc này sẽ dần bất hoạt trong một vài giờ khi được cơ thể chuyển hóa và bài tiết.
Các triệu chứng khác nhau về mức độ nghiêm trọng. Trẻ em là đối tượng có nguy cơ cao nhất vì kích thước cơ thể nhỏ.

### Điều trị
Phương pháp sơ cứu khi bị trúng độc là tạo sức ép lên vết thương đồng thời hô hấp nhân tạo một khi tình trạng tê liệt đã khiến các cơ hô hấp của nạn nhân bị vô hiệu hóa. Điều này thường xảy ra trong vòng vài phút sau khi bị cắn. Do nọc độc chủ yếu gây chết người thông qua sự tê liệt, nạn nhân thường sẽ được cứu nếu hô hấp nhân tạo kịp thời và duy trì việc này trước khi chứng xanh tím và hạ huyết áp xảy ra. Sơ cứu bằng hô hấp nhân tạo cho đến khi nạn nhân hỗ trợ y tế sẽ tăng cơ hội sống sót của nạn nhân lên đáng kể. Tại các cơ sở y tế, nạn nhân sẽ được cho thở máy đến khi cơ thể được loại bỏ độc tố. Các nạn nhân sống sót sau hai mươi bốn giờ đầu kể từ lúc ngộ độc tetrodotoxin thường hồi phục hoàn toàn.

## Trong văn hóa đại chúng
Trong bộ phim Octopussy của James Bond, bạch tuộc có đốm xanh là biểu tượng nổi bật của trật tự bí mật của những tên cướp và buôn lậu nữ, xuất hiện trong một bể cá, trên áo choàng lụa và như một hình xăm trên phụ nữ theo thứ tự. Các động vật cũng đã được đặc trưng trong cuốn sách State of Fear bởi Michael Crichton, nơi một tổ chức khủng bố sử dụng nọc độc của con vật như một vũ khí giết người ưa thích. Khu vực Phiêu lưu nổi bật với một con bạch tuộc có đốm màu xanh trong sê-ri "Petals To The Metal".
Một video, ban đầu được đăng trên TikTok, về một du khách ở Úc đang xử lý một con bạch tuộc đốm xanh đã trở nên phổ biến vào tháng 2 năm 2019.